# مغالطة المغالطة
مغالطة المغالطة، أو المغالطة بالمغالطة، دحض المغالطة بمغالطة هي شكل مِن أشكال المُغالطات المنطقية والتي تظهر عِند محاولة دحض حُجة المتحدث مِن خلال بناء استنتاج يقوم على أساس استخدام المتحدث لمُغالطة بحيث يتم الإدعاء عليه بالضد.
ويُمكن أن يتم تمثيل مغالطة (المغالطة بالمغالطة) بأنها عملية قلب الطاولة بحيث تنتقل المغالطة إن وجدت مِن الطرف الأول، إلى الطرف الثاني. وهُنا كوّن هذه الشُبهة لم تنطوي على دليل منطقي أو منطق مُمثل بصورة خاطئة فإنها تصبح بدورها مغالطة منطقية.
تتخذ هذه المغالطة صورة هجوم على المحتوى بحد ذاته، وهي بذلك تلغي النتيجة لمجرد كون المحتوى غير صحيح أو واضح، أو أن الشرط المستخدم هو شرط مغلوط ولا يمكن تعميمه. ولكنها قد تمثل نتيجة صحيحة في بعض الأحيان، ومغالطة الدحض بالمغالطة تعتبر النتيجة خاطئة بالضرورة!

## مثال
- الطرف الأول: السرقة غير مشروعة، ولهذا السبب قام القانون بمعاقبة السارق
- الطرف الثاني: أنت تستخدم مغالطة المصادرة على المطلوب، أنت على خطأ. وهذا يعني أن السرقة هي مباحة في القانون.

وهذا المثال هو دليل على عدم الفهم الحقيقي لماهية المغالطة أو إلى إستغلال وجود مغالطة في حديث الطرف الأول، واستخدامه هنا كدليل ضده. أي انه إن كان قد استخدم مغالطة منطقية وهي (المصادرة على المطلوب) فهذا يعني أن كلامه خاطئ! وهو أمر مغلوط منطقياً، ويعتبر قضية جدلية مستقلة تماماً، فإما أن تكون النتيجة صحيحة أو لا تكون.
ولهذا يمكن اعتبار مغالطة المغالطة مِن أنواع المغالطات الشائعة والتي تتميز بسهولة تمييزها فهي المغالطة التي تبني نتيجة جديدة على أساس استخدام مغالطة مغالطة، وتقوم على اعتبار أن كل حديث إنطوى على مغالطة هو حديث مغلوط تماماً ويفضي إلى نتيجة عكسية.

## التشكيل
يتكون هذا النوع بصورة عامة من التشكيل التالي:
إذا كان لدينا س فالنتيجة ستكون ص
س هي حجة مغلوطة
لهذا، الحجة ص مغلوطة.
كون النقاش مغلوط يعني فقط أن النقاش لا يستطيع النجاح في إثبات نتيجتِهِ. ولكن تبيان نقاش واحد في اطروحة معقدة بأنه خاطء لا يُؤدي بالضرورة إلى إبطال الدليل، الدليل الكامل لازال بالإمكان تضمينه منطقيًا في الاستنتاج في حالة كون ذلك الاستنتاج غير معتمد على المغالطة.

## أمثلة

### الحجة المُضادة
جو: إفتراض بيل على أن جينجر ليست بقِطة يستخدم فيه القاش المغلوط.
لهذا، جينجر هي قطًة بالتأكيد.
يمكن الإستشهاد بما سبق على أن استخدام النقاش من المغالطة ضد موقف ما، لا يُثبت بالضرورة موقف الشخص المُتحدث، لأن ذلك سيكون نقاشًا من مغالطة بحد ذاته، كما هو الحال في نقاش جو.

### المزيد
النقاش من المغالطة يمكن استخدامه كتطبيق لاستراتيجية أد هومينيم في النقاش: عن طريق إثبات مصداقية الشخص أو حُسن نيته، يمكن إسخدامها أيضاً للتأثير على الجمهور من خلال إضعاف الشخص المتكلم نفسه بدلًا من معالجة النقاش المُقدم من قِبَل المتكلم.
وليام ليكان يعرف مغالطة المغالطة بأنها مغالطة «إسناد وجهة نظر غير مُتفق عليها إلى مغالطة ولكن بدون فعل أي شيء لإظهار أن وجهة النظر تلك مبنية على خطأ في المنطق». خلافًا لمغالطلات المغالطة العادية، اللاتي تبنى على منطق مغلوطية النقاش إلى بطلان استنتاجه، نوع النقاش اللذي لدى ليكان يعامل النقاش الآخر بأنه واضح من دون تبيان وجود مغالطة على الإطلاق. وهكذا في بعض السياقات يمكن ان تكون كنوع من أنواع مغالطة التوسل بالسؤال وهي ايضًا نوع من أنواع مغالطة مُناشدة الحجر.